# Kémény

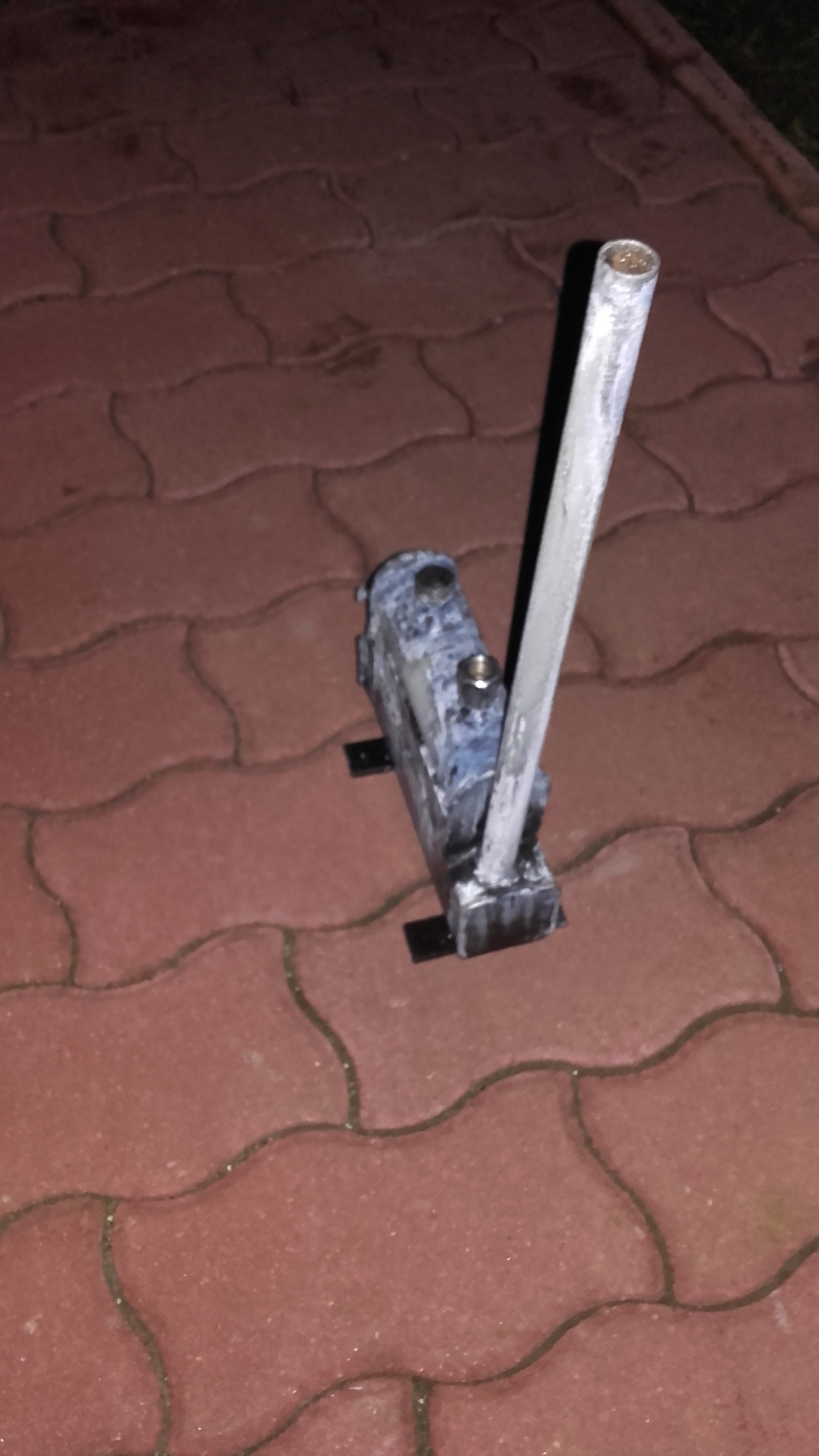
Egy régi gőzkazán modell 43 cm magas kéménye

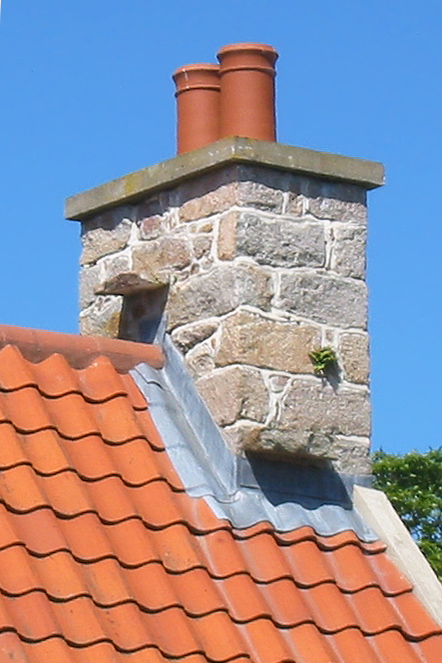
Lakóház téglakéménye

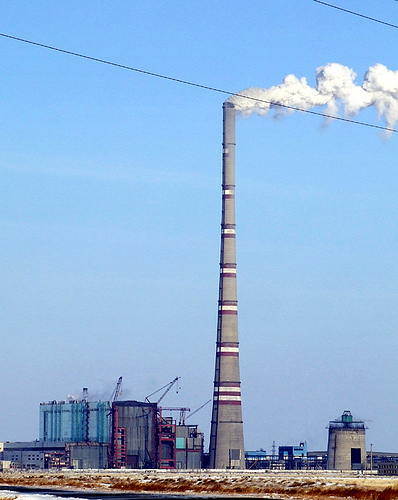
A világ legmagasabb kéménye az Ekibastuz GRES-2 erőműben, Kazahsztánban (420 méter, épült 1987-ben)

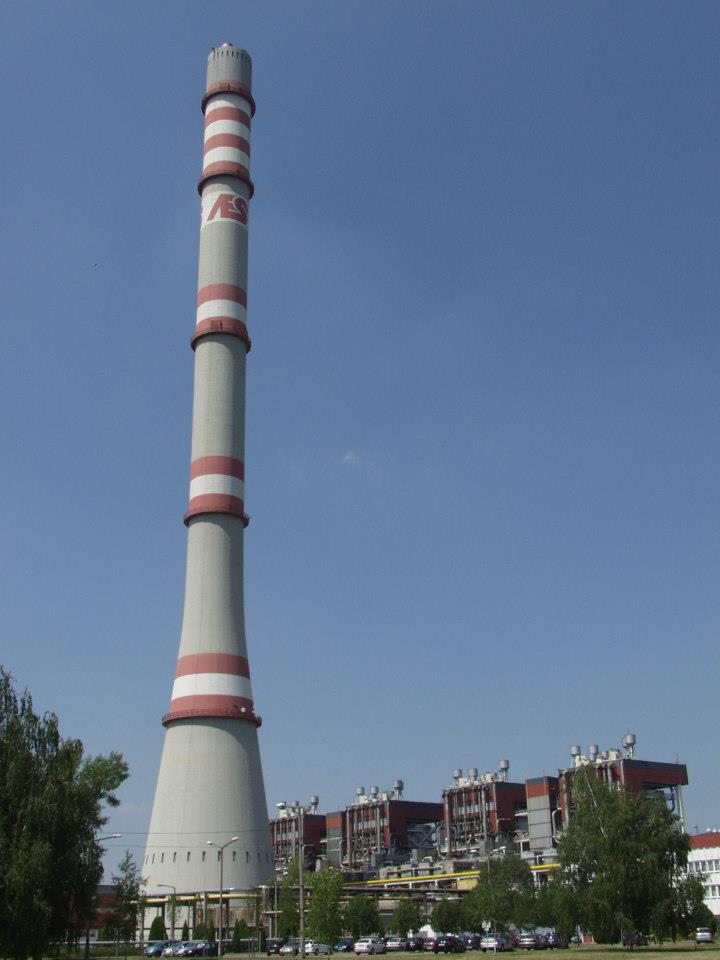
Magyarország legmagasabb kéménye, a tiszaújvárosi AES-Tisza II erőmű 250 méter magas vasbeton kéménye, épült 1973 és 1974 között

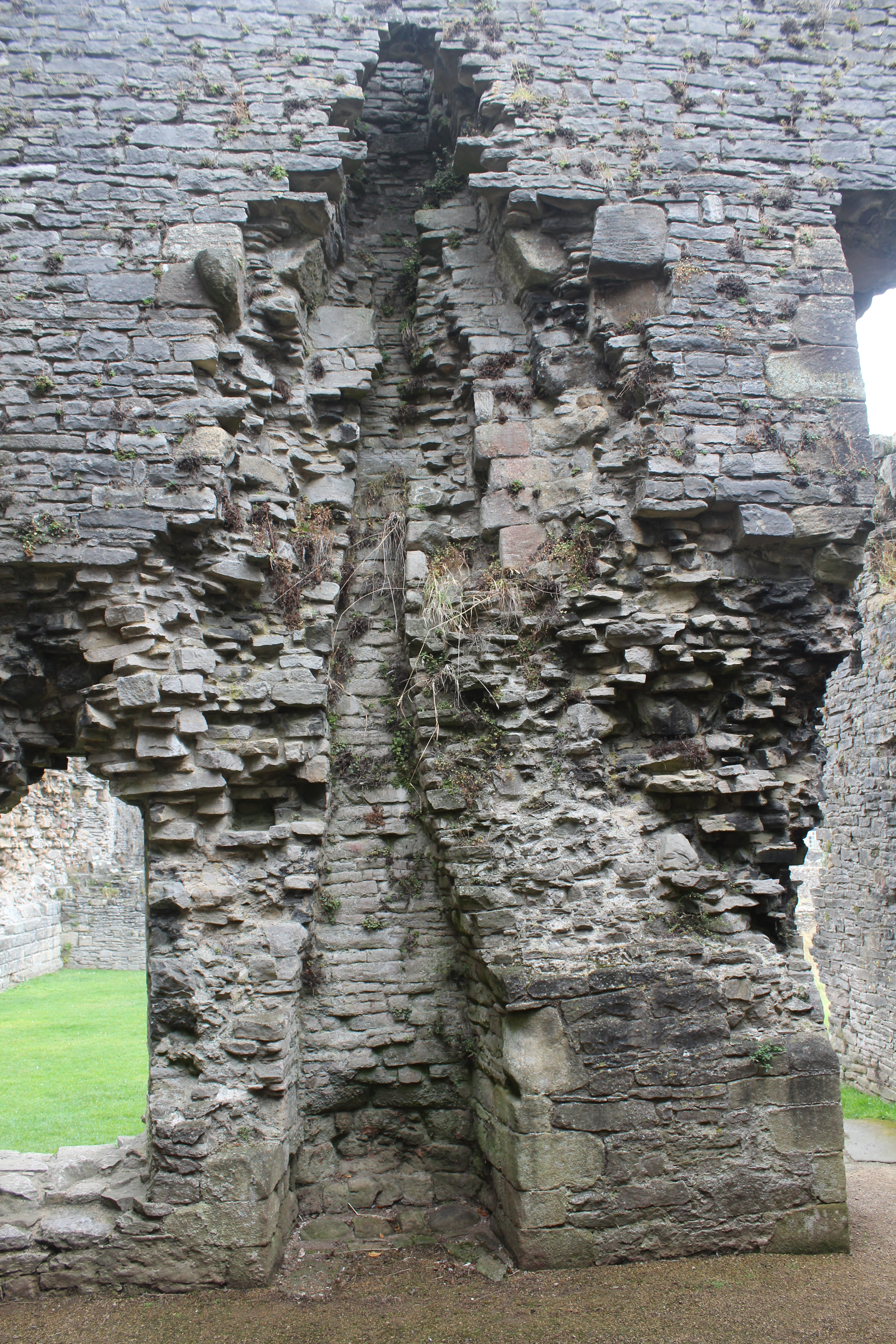
Kültéri kandalló és kémény füstgáz egy középkori várban

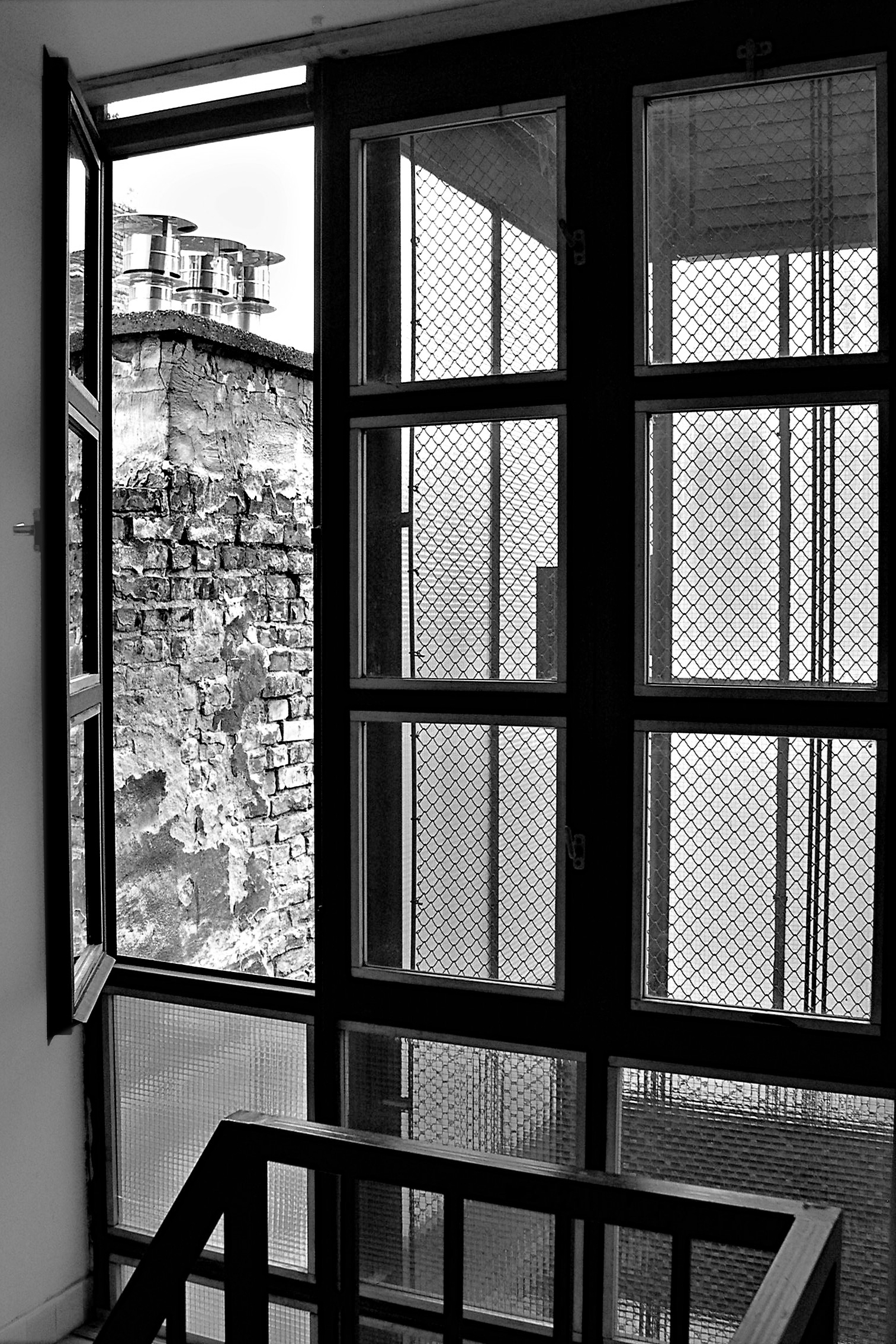
Bélelt kémény

A kémény, vagy égéstermék-elvezető berendezés magában álló vagy építményekkel szervesen összekapcsolt függőleges füstgáz- vagy égéstermék elvezető akna / csatorna. A füstgázelvezető kémények rendszerint valamely égéstérrel kapcsolatosak, s céljuk az, hogy a huzat növelésével az égést elősegítsék.  A kémények működése a közlekedő edények törvényén alapszik. A kéményben levő könnyebb meleg levegőoszlop a kémény körüli nehezebb levegőoszloppal egyensúlyba jönni igyekszik, s eközben az égéshez szükséges huzatot idézi elő. A kéménybe a gázokat nagyon forrón sem szabad vezetni, mert nagy lesz a tüzelőanyag-veszteség; a kéménynek még igen jó huzata van, ha a beléje ömlő meleg füstgáz vagy égéstermék hőmérséklete szilárd tüzelésnél kb. 250 °C, gáztüzelésnél kb. 150 °C; azonban függ még a huzat a légnyomástól, a levegő nedvességétől, a szél irányától és a gázoknak a kéményben való lehűlésétől is.
A huzat elromolhat, ha a külső hőmérséklet magasabb, mint az épület falazat, vagy kémény szerkezet hőmérséklete, ilyenkor vagy kivárjuk a megfelelő időpontot (pl. reggel hideg külső levegővel), vagy szellőztetés mellett, személyi felügyelettel fokozatosan begyújtva bemelegítjük a kéményt, és ezután kapcsoljuk a készüléket a kívánt teljesítményre.

## Kémények fajtái
- falazott kémény
- elemes kémény
- szerelt (fém) kémény
- kondenzációs kémény
- gravitációs kémény
- turbós kémény

A mai előírások szerint a hagyományos, ún. falazott kémény már nem építhető, a meglévőket általában csak bélelve lehet használni. Ez azért szükséges, mivel az egyszerű égetett tömör kis tégla hőállósága, savállósága nem megfelelő, hőszigetelése kevés, a füstgáz könnyen lecsapódik benne.
Az elemes kémény külső könnyűbeton köpenyből, samott belső csőből, és közte típustól függően hőszigetelő rétegből áll. Az elemes kémény lehet kiszellőztetett, mely a két réteg közti belső gőzöket kiengedi a szabadba.
Az egyes fűtőkészülékek fajtái szerint a kémény lehet szilárd, vagy gáztüzelésre alkalmas, ezen belül nyitott égésterű készülékhez természetes huzatú, és zárt, vagy kondenzációs készülékekhez mesterséges huzatú (füstgáz-ventilátoros készülékekhez). Mesterséges huzatú kéményeknek nyomásállónak kell lenniük. Az elemes kémények megfelelő hőszigetelő képességgel rendelkeznek, de külön hőszigetelt típus szükséges például külső falba épített kémény céljára.
Szerkezetileg a kéményt szokás egybeépíteni szellőző aknákkal is, így léteznek előregyártott elemes kéménytípusok több kürtővel, és szellőző aknával.
A szerelt fém kémények két rétegűek, közte tűzálló hőszigeteléssel, általában épületen kívül helyezkednek el, de bizonyos feltételekkel belső szakaszok is készülnek.

## Kémény keresztmetszete
Az elemes kémények gyártói megadják a típusra jellemző teljesítmény diagramot, melyből a magasság, keresztmetszet és füstgáz hőmérséklet kiválasztható. Gyakorlati értékek ipari szilárd tüzelésnél rendszerint a kémény legkisebb keresztmetszetét kőszéntüzelésnél a teljes rostély felszínének 1/4-ére, barnaszéntüzelésnél pedig 1/6-ára veszik, feltéve, hogy a magasság a legkisebb átmérő 25-szöröse, de legalább 18 m.

## Kémény huzat mértéke
A kémények (égéstermék elvezetők) huzatát szabványok szerint számítjuk, a légbevezetők, épületen/lakáson belüli keresztmetszet-csökkenések, és a fűtőkészülék, valamint magának a kéménynek az adataival. A fűtőkészülékek gyártói megszabják a készülékhez szükséges huzatot, ezt kell biztosítani. Meglévő kémények huzatát lehet megfelelő huzatnövelővel növelni, de forgó alkatrészek felszerelése nincs engedélyezve.

## Kémények kialakítása
Az ipari kéményeket téglából, vasbetonból vagy vasból készítik, az előbbiek drágábbak, de tartósabbak. Legjobb a körkeresztmetszetű kémény, mert legkisebb kerület mellett legnagyobb területe van, tehát kevesebb meleget sugározhat ki, s a szél így aránylag legkisebb területen támadhatja meg; azonban a 8-, 6- és 4-szegletes kémények építése olcsóbb. A hosszanti keresztmetszet lehet fölfelé v. lefelé bővülő kúp vagy teljes henger; legjobb az utóbbi, mert a fölfelé bővülőknek pedig nagy a dörzsölés okozta ellenállásuk. A kémény nyomása az egyes keresztmetszetekben cm²-enként 8 kg lehet, az alapzat pedig úgy viszonylik az egész kéménymagassághoz, mint 1:8-1:7. A lemezből készített kémények vastagsága 4,5-6,5 mm felül és 6,5–9 mm alul, ha le vannak horgonyozva 2,5-4,5 mm felül és 4,5-6,5 mm alul. Ezeket kívül-belül jól be kell kátrányozni, hogy ne rozsdásodjanak. A kémények belsejében vaslépcsők vagy kivájt mélyedések vannak, hogy tisztításkor bennük járni lehessen.
A szobafűtésekhez és konyhák tűzhelyeihez (nyitott égésterekhez) tartozó kémények keresztmetszetét pontosan megállapítani bajos, általában egy kályhára és tűzhelyre 55–56 cm² kémény keresztmetszetet számítanak és egy légtérből egy szinten 3 kályha kaphat egy közös kéményt 180 cm² területtel, illetve 16 cm átmérővel, négyzetes keresztmetszet esetén, a négyszög egy-egy oldala 21–26 cm lehet, ezek az ún. orosz kémények. Ha a kéményt belül mászhatóvá is akarjuk tenni, a négyszög oldala 40–47 cm legyen. A kémények a tetőből való kiállására és helyére külön kell ügyelni, mert nem megfelelő kialakítás esetén, a szél leveri a füstöt. Egyébként a pontos kitorkollás kialakításra a GOMBSZ, ill. a Kéményseprő Vállalatok segédletei mérvadók.
A római fürdőknek kiterjedt fűtési rendszere kéménnyel is bírt, reánk azonban egy sem maradt. A VII. és VIII. századtól írott bizonyítékaink vannak lakóhelyiségek kéményeiről és a 820-ból származó Sankt Galleni kolostor tervrajzában ily kifejezések mint «füstelvezetés» stb. megtalálhatóak. Angliában a XII. századból maradtak reánk kémények, úgyszintén Velencében, Ravennában stb., ezek sokszor a homlokzaton, tehát a külső falon, erős kiugrással vezettetnek a tető fölé, mely elrendezést az ottani enyhe éghajlati viszonyok inkább teszik lehetővé, mint a mi éghajlatunké. A kéménynek külső, látható végződését, az ún. kéményfejét (mely látható lévén, hozzá tartozik az épület architektonikus kiképzéséhez), igen észszerűen oldja meg a román és csúcsíves stílus. Itt a kéményfej nagysága, tagozata összhangban van az épület többi részével. A fej többnyire gömbölyű és vagy egyenként nyúlik a tető fölé vagy több összehúzva egy kis kéménycsoportot alkot. A reneszánsz a kémény fejeit sokszor túlságos dísszel képezi ki. A barokk és rokokó szintén vagy szerfelett nagy apparátussal díszíti a kéményfejeket, vagy pedig egészen elhagyja azokat, lapos födelein csak annyi magasságot adván nekik, hogy a fej alulról ne lássék. Ez a napjainkban is többször követett princípium azonban semmi esetre sem helyes.

## Kondenzációs kémények
Rozsdamentes acél vagy kifejezetten a kondenzációs kazánokhoz tervezett speciális műanyag égéstermék-elvezető rendszerek, amelyek kettős szerepet töltenek be: egyrészt biztosítják a füstgáz elvezetését, másrészt garantálják a levegő-utánpótlást.

## Cső a csőben rendszerek
A legelterjedtebb kéményrendszer, hiszen nem csak egyszerű, de helytakarékos is. Az egymásban vezetett csövek közül a belsőben távozik a füstgáz, míg az azt körülvevő külső cső biztosítja az égéshez szükséges levegőt. Előnye, hogy belső térben önállóan építhető.

## Egyfalú rendszerek
Osztott kéményrendszer kialakításánál használjuk az egyfalú rendszereket, ahol külön csövön távozik az égéstermék, egy másikon pedig beáramlik a friss levegő. Az égésterméket elvezető csövet vagy a meglévő kéménykürtőbe, vagy egy utólagosan épített szigetelt, szerelt kéménybe vezetik.

## Kémény építése, karbantartása, korszerűsítése
A kémények építése építési engedélyköteles, és jogosult szakembernek kell az áramlási huzatszámítást elvégeznie. A kémények megfelelő tisztító, bekötő, kondenz-leürítő, és kitorkolló elemeket kell tartalmaznia. A kémények karbantartása biztonságilag fontos, ez időszakos tisztításból, és ellenőrzésekből áll. A kémény korszerűsítés az MSZ EN 1443 európai szabvány miatt szükséges, azaz a régi, nyílt égésterű gázkazánok helyét átvevő, zárt égésterű, kondenzációs kazánokhoz nem alkalmasak a régi kémények, emiatt az égéstermék-elvezető berendezések (kémények) bélelésére, korszerűsítésére van szükség.